# Diavolo di sabbia

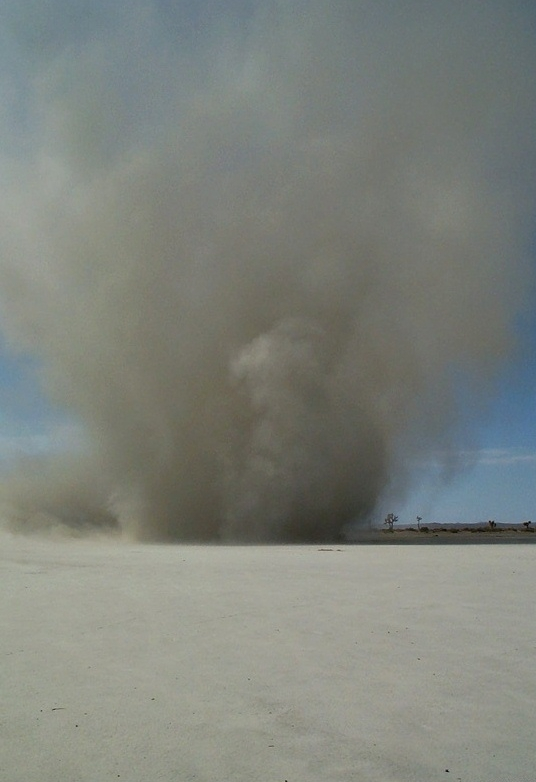
Un diavolo di sabbia nel deserto del Mojave negli Stati Uniti d'America

Il diavolo di sabbia (o diavolo di polvere) è un fenomeno meteorologico tipico dei territori desertici e secchi.
Il "diavolo di sabbia" non è minimamente legato ad una perturbazione a carattere temporalesco, come quella dei tornado, ovvero trombe d'aria ma è comunque dovuto a correnti convettive.
La sua forma richiama molto quella della tromba d'aria, tuttavia le dimensioni sono molto più piccole e l'altezza del cono di sabbia e polvere non si eleva oltre i 500 metri. La sua energia e di conseguenza gli effetti provocati sull'ambiente, sono in generale limitati, ma in qualche caso possono anche provocare danni agli edifici ed effetti conseguenti sulle persone. Un fenomeno simile al diavolo di sabbia è il diavolo di neve, che si sviluppa in aree innevate.

## Formazione
La particolarità di questo fenomeno, vere e proprie trombe d'aria in miniatura, è che si sviluppano anche quando in cielo non vi è nemmeno una nuvola; infatti non sono collegate a nessuna nube di passaggio o temporale.
La durata di questo particolare e frequente fenomeno può andare da meno di 30 secondi fino a 20-30 minuti.
La sua formazione è causata da un eccessivo surriscaldamento della superficie di un suolo secco e caldo che, in presenza di una leggera depressione sovrastante, genera un mulinello di aria che può crescere in dimensioni e in potenza.
L'aria surriscaldata, essendo meno densa, per la spinta archimediana tende infatti a dirigersi verso l'alto, richiamando nuova aria dall'ambiente circostante. Se al piccolo vortice è associato un movimento rotatorio derivante dall'ingresso non uniforme dell'aria dai suoi fianchi, questa rotazione si intensifica nello stiramento verticale che l'aria calda subisce durante la sua risalita, a causa della conservazione del momento angolare.
Questo avvitamento viene quindi amplificato dando luogo al caratteristico vortice, che poi si sposta sul terreno in funzione dell'afflusso di nuova aria.
L'afflusso di aria relativamente calda dalle aree circostanti mantiene in equilibrio il vortice,
che nella sua corsa è in grado di raccogliere e aspirare polvere, sabbia e piccoli oggetti. Quando infine il vortice arriva su una superficie relativamente fredda come un prato o un'area in grado di schermarlo, non ha più l'energia e il tempo per riscaldare la nuova aria e quindi l'equilibrio si rompe, provocando il rapidissimo collasso della tromba d'aria e il suo conseguente dissolvimento.

## Localizzazione geografica

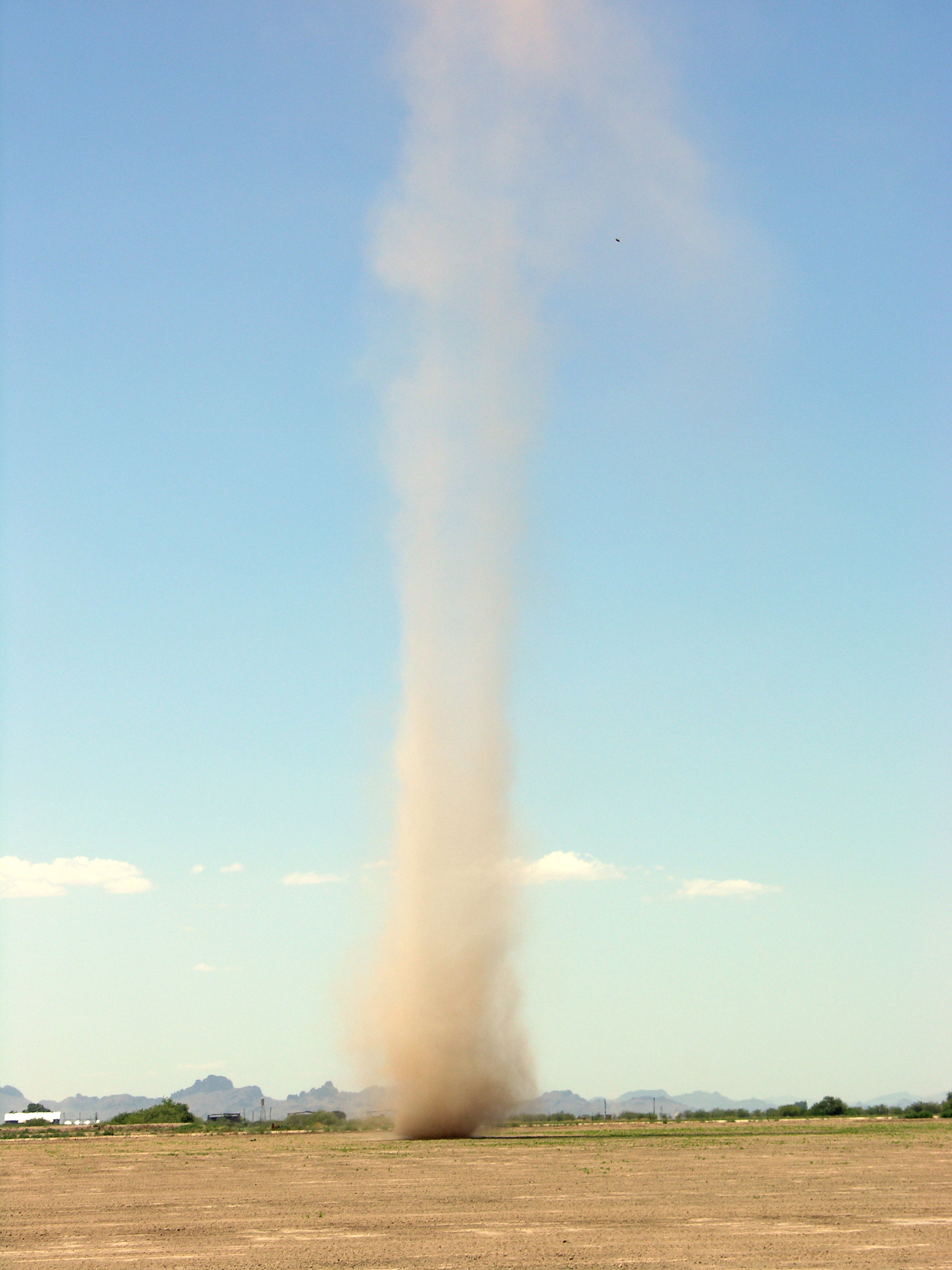
Diavolo di sabbia in Arizona.

Di solito questi fenomeni sono molto frequenti nel deserto del Sahara e negli altipiani desertici dell'Iran e del deserto del Gobi oppure anche fra le vallate più secche del Tibet.
Grandi "diavoli di sabbia" si sviluppano negli USA. soprattutto nelle desertiche spianate dell'Arizona, del Nevada e del Texas. "Diavoli di sabbia" di dimensioni notevoli sono stati filmati e registrati nel Nevada, dove uno di questi nel luglio 1999 raggiunse un'altezza di 524 metri e una velocità al centro di 85 km/h.
Uno di questi eventi colpì l'area fieristica della contea di Cocconino a Flagstaff, in Arizona (USA) il 14 settembre 2000. Ci furono danni sia alle strutture delle tende, stand e bancarelle montate per la fiera, che agli impianti fissi. Alcune persone furono contuse anche se non in modo grave. In base ai danni provocati si stima che i venti abbiano raggiunto la velocità di 120 km/h, equivalente a quella di un moderato tornado di forza 0.
Altri episodi notevoli furono registrati nel 2003 a Lebanon nel Maine (USA), dove il vortice scoperchiò il tetto di un edificio di due piani provocandone il collasso e la morte di una persona. Più recentemente, il 18 giugno 2008, uno di questi turbini fece crollare un capannone nel Wyoming (USA) provocando la morte di una donna.
Questi fenomeni, seppure in forma molto ridotta, possono occasionalmente colpire anche l'Italia.
È successo infatti nel settembre del 2002 che ad Ugento in Puglia in un campo da calcio si sviluppasse un "diavolo di sabbia" che fu visto dalla spiaggia e raggiunse l'altezza di circa 300 metri.
Un caso di "diavolo di sabbia" è stato registrato anche in Sicilia, sulle spiagge di Trapani nel settembre 2006, dove le cronache locali riportarono un'altezza di ben 200 metri e di parecchi danni alle strutture turistiche.
Nell'aprile 2016 un improvviso "diavolo di sabbia" ha colpito la Cina, nella provincia di Gansu. Durante un evento sportivo, almeno tre cosiddetti diavoli di polvere, si sono formati nel giro di pochi secondi, scaraventando in aria anche un ragazzino che partecipava all'evento.
Nel luglio del 2017 nel litorale di Ostia si sono verificati due "diavoli di sabbia" ed in particolare il secondo ha causato panico fra le persone, qualche lieve ferito oltre ad ombrelloni che volavano verso il cielo e lettini che venivano scaraventati in mare o contro le persone presenti nello stabilimento balneare.

## Su Marte
Particolarmente frequenti sono i diavoli di sabbia nelle lande desertiche marziane, filmati e fotografati da varie sonde e rover.
Le prime foto risalgono agli anni 70 ad opera della sonda Viking. Nel 1997 il Mars Pathfinder ha rilevato il passaggio di diavoli di sabbia nelle sue vicinanze.
Le dimensioni dei diavoli di sabbia marziani possono essere fino a 50 volte maggiori in ampiezza e 10 volte maggiori in altezza, rispetto a quelli terrestri.
Il 12 marzo 2005 un diavolo di sabbia transitò sopra al rover Spirit con l'effetto di ripulire i pannelli solari dalla polvere che vi si era accumulata, contribuendo così a migliorare le prestazioni della sonda in seguito all'accresciuta disponibilità di energia. Un simile fenomeno di ripulitura della polvere depositata sui pannelli solari era stato osservato per il rover Opportunity, e si ritiene che anche in questo caso l'effetto sia da attribuirsi a un simile tipo di evento.

Grande diavolo di sabbia su Marte, fotografato dal rover Spirit. Notare anche la formazione di vortici più piccoli sullo sfondo. Alcuni di questi fenomeni portano, quando si ingigantiscono, alla formazione di enormi tempeste di sabbia su pianeta rosso.